# Comité Central de la Flota del Báltico
El Comité Central de la Flota del Báltico (Tsentrobalt) (ruso: Центральный комитет Балтийского флота (ЦКБФ, Центробалт)) fue un comité de coordinación de las actividades de los comités de marinos de la Flota del Báltico de la Armada rusa durante la Revolución de 1917. Fue establecido el 28 de abriljul./ 11 de mayogreg.-30 de abriljul./ 13 de mayogreg. de 1917, tras la Revolución de Febrero. 
Su primer presidente fue Pável Dybenko. Otro de sus dirigentes fue Ivar Smilga. En diciembre de 1917, tras la Revolución de Octubre y la toma del poder por parte de los bolcheviques, fueron abolidos el puesto de comandante en jefe de la Flota del Báltico y su Estado Mayor, y el Tsentrobalt asumió todo el poder sobre la Flota. 
En enero de 1918, la 5.ª convocatoria del Tsentrobalt estuvo bajo el dominio de los anarquistas. El Tsentrobalt fue abolido el 31 de enerojul./ 13 de febrerogreg. de 1918 debido a la introducción de una nueva estructura: el Consejo de Comisarios de la Flota del Báltico.